# Elias Arrhenius
Karl Johan Ludvig Elias Arrhenius, född 26 augusti 1883 i Västerås, död 6 december 1923, var en svensk major. Han tjänstgjorde som kapten i den belgiska Kongoarmén från 1907.
Arrhenius tog studentexamen 1905 i Västerås och påbörjade därefter sin militära karriär och blev reservlöjtnant. År 1906 studerade han juridik i Uppsala men 1907 reste han till Kongo i Kongostatens tjänst. Här tjänstgjorde han fram till 1915 och fick 1913 kaptensgrad. I december 1915 kom han hem till Sverige. Han hade blivit skadad i lungan och gjorde här hemma en föredragsturné men återvände till Kongo i april 1916.

## Den svenska zoologiska expeditionen
När Prins Wilhelm år 1921 genomkorsade den centralafrikanska kontinenten med den svenska zoologiska expeditionen, var det Elias Arrhenius som i egenskap av "commandant" lotsade expeditionen genom det belgiska territoriet. Utöver detta var han allmänt behjälplig med allt vad expeditionen behövde. Han dog 1923 i Rutshuru i Belgiska Kongo.

## Samlingar från Arrhenius i svenska museer
Arrhenius har donerat en samling från Belgiska Kongo till Etnografiska museet 1917, som vid denna tid var en avdelning till Riksmuseet, samt stora mängder zoologiska samlingar till den zoologiska avdelningen vid Riksmuseet. Bland samlingarna till den zoologiska avdelningen finns bland annat drygt 500 fåglar - nästan en fjärdedel av arterna kom från området kring Albert Edwardsjön - och en stor del däggdjur. Genom en släkting har en fotosamling från Arrhenius och hans tid i Kongo skänkts till Etnografiska museet.

## Familj
Elias Arrhenius var son till vice häradshövding Carl Gustaf Arrhenius (1849–1922) och Thurinna Löwegren (1854–1907).